# Asppung
Asppung (Taphrina johansonii) är en svampart som beskrevs av Sadeb. 1890. Asppung ingår i släktet Taphrina och familjen häxkvastsvampar.  Arten är reproducerande i Sverige. Inga underarter finns listade i Catalogue of Life.